# Táchira
Táchira és un dels 23 estats en què és dividida Veneçuela. La capital de l'estat és San Cristóbal. Es troba a les coordenades 7° 46′ 11” de latitud nord i 72° 14′21” de longitud oest. L'Estat de Táchira limita al nord amb l'Estat de Zulia, a l'est amb els estats de Mérida i Barinas, al sud amb Apure i Barinas i a l'oest amb Colòmbia. La seva temperatura mitjana és d'entre 10 i 25 °C. La seva superfície és d'11.100 quilòmetres quadrats i la seva població és d'1.463.256 habitants. La densitat de població és de 106,06 habitants/km². De l'Estat de Táchira són originaris set presidents de Veneçuela, que van governar per una gran part del segle xx, Cipriano Castro, Juan Vicente Gómez, Eleazar López Contreras, Isaías Medina Angarita, Marcos Pérez Jiménez, Carlos Andrés Pérez i Ramón José Velázquez

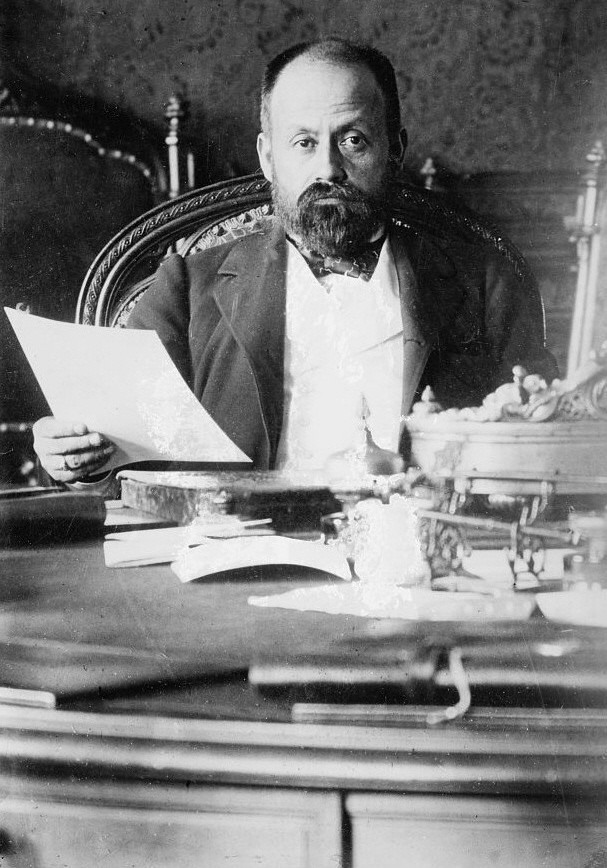
Cipriano Castro, President de Veneçuela (1899 - 1908).

Táchira és un vocable d'origen timoto-cuica (txibtxa) provenent del terme "tachure" amb el qual es identifica a una planta tintòria de color violeta que té un ús medicinal, coneguda amb el nom de "tun-túa" o "sibidigua.

## Geografia
L'Estat de Táchira, és a l'occident i sud-oest de Veneçuela, a la regió de Los Andes. És el segon estat amb més altitud després de l'estat Mérida, amb el qual comparteix frontera a l'Est i al Nord, les altres fronteres de l'estat són: Nord: Estat de Zulia, Sud: Colòmbia i Estat d'Apure, est: Estat de Barinas. El seu territori ocupa una superfície d'11.100 km², una àrea similar a la de l'illa de Jamaica.
És travessat per l'extensió de la serralada dels Andes de sud a nord-oest que divideix l'estat en tres regions diferenciades i amb climatologia particular:
- Circuit de la Muntanya; en aquesta regió s'hi troben els principals assentaments urbans de l'estat, el clima és temperat d'altura[1] en la major part de la regió i d'erm d'altura, en les elevacions superiors als 3.000 msnm. Amb lleugeres variacions al llarg de l'any, presenta una clara època de pluges del maig a l'octubre. L'orografia és accidentada i està influïda pel curs de nombrosos rius i rierols que formen valls als peus de les muntanyes, per exemple la ciutat capital és assentada sobre el vall del riu Torbes. Aquesta zona representa la major part de la superfície de l'estat.

Els principals cims són:
- El Púlpito: 3.912 msnm
- Mal paso: 3.850 msnm
- Páramo del Batallón: 3.507 msnm
- El Tamá: 3.450 msnm
- Páramo de La Negra: 3.450 msnm
- Páramo El Zumbador: 2.850 msnm

Les principals ciutats en aquesta zona són San Cristóbal, La Grita, Michelena, Rubio, San Antonio del Táchira, Táriba.
- Circuit Panamericà: aquesta zona es troba principalment al nord de l'estat, comparteix les característiques climàtiques de la regió sud del Llac de Maracaibo, amb un clima Tropical de Selva, altes precipitacions i elevades temperatures. Aquesta regió és un dels principals centres de producció ramadera de Veneçuela. És a la frontera dels estats de Zulia i Mérida. Les principals poblacions d'aquesta regió són La Fría, La Tendida, i Coloncito.

- Regió llanera: una reduïda part de les planes veneçolanes es troben al sud-est de l'estat de Táchira, a la frontera amb els estats Apure i Barinas, el clima és Tropical de Sabana, amb una menor humitat que en la zona panamericana, és també una regió d'alta producció ramadera. Principals poblacions; La Pedrera, El Piñal, Abejales.

En general, el clima de l'estat presenta grans variacions, principalment degut a les variacions d'altitud. La vegetació de muntanya inclou exemplars com el pi crioll i l'eucaliptus. Els apamates i el cedre crioll són abundants. Els mangos, guamas, pomarroses, guayabes i altres arbres fruiters són comuns a tot l'Estat.
La hidrografia és variada, hi ha abundants rius de llera considerable: el Torbes, el Caparo, l'Uribante i el Doradas entre d'altres, existeixen també llacs i embassaments, com l'embassament Uribante, el Caparo, la Laguna de García, la laguna El Rosal, la Laguna de Riobobo, i altres.

## Divisió administrativa
Es divideix en 29 municipis i 39 parròquies, de manera que és l'estat més dividit de tota Veneçuela.
1. Andres Bello (Cordero)
2. Antonio Romulo Costa (Las Mesas)
3. Ayacucho (Colón)
4. Bolivar (San Antonio del Táchira)
5. Cardenas (Tariba)
6. Cordoba (Santa Ana del Táchira)
7. Fernandez Feo (San Rafael del Piñal)
8. Francisco de Miranda (San José de Bolivar)
9. Garcia de Hevia (La Fría)
10. Guasimos (Palmira)
11. Independencia (Capacho Nuevo)
12. Jauregui (La Grita)
13. Jose Maria Vargas (El Cobre)
14. Junin (Rubio)
15. Libertad (Capacho Viejo)
16. Libertador (Abejales)
17. Lobatera (Lobatera)
18. Michelena (Michelena)
19. Panamericano (Coloncito)
20. Pedro Maria Ureña (Ureña)
21. Rafael Urdaneta (Delicias)
22. Samuel Dario Maldonado (La Tendida)
23. San Cristobal (San Cristóbal)
24. San Judas Tadeo (Umuquena)
25. Seboruco (Seboruco)
26. Simon Rodriguez (San Simón)
27. Sucre (Queniquea)
28. Torbes (San Josecito)
29. Uribante (Pregonero)

## Història
Poblat per grups d'origen chibcha com els machirí, umuquena, táriba, el territori va ser extensament colonitzat al segle xvi.
Amb la fundació de San Cristóbal el 1561 per Juan de Maldonado i La Grita el 1576 per Francisco de Cáceres, s'inicia l'explotació agrícola en la zona, fet que dona origen a la creació de nous assentaments a la 1607 La Grita fou nomenada capital de la província del Táchira, pel que la importància d'aquesta ciutat fou primordial en la regió fins a l'arribada d'empreses comercialitzadores europees a l'estat, instal·lades, principalment en la més accessible i millor comunicada San Cristóbal.
Durant la Guerra d'Independència de Veneçuela, Simón Bolívar va envair el país a través del Táchira en la seva Campanya Admirable.
Malgrat el creixement poblacional progressiu de la regió i de la seva importància com principal productor de cafè de Veneçuela durant més de dos segles i de l'arribada d'importants cases comercials europees al segle xix, l'Estat es va mantenir relativament aïllat de la resta del país, mantenint per molts anys una influència cultural determinant emanada des de la veïna Colòmbia
En un país que actualment depèn econòmicament de la renda petroliera, el Táchira va tenir el privilegi de tenir els primers pous d'explotació petroliera a Veneçuela, a finals del segle xix va néixer la indústria petroliera nacional al lloc actualment anomenat La Petrólea.
El 1899, Cipriano Castro inicia la seva invasió de Veneçuela des de l'Estat de Táchira amb un grup armat i enfrontat al règim de Ignacio Andrade, victoriosa la revolució, Castro arriba a la presidència de la república. Els successius presidents de Veneçuela d'origen tachirenc inicien un procés de major integració de l'estat al país amb la construcció de vies de comunicació y la instrumentació de mesures de control sobre el comerç agrícola de l'Estat fins aquell moment destinat quasi totalment per l'exportació.

### Història territorial
- El 1856 formava part de la província del Táchira amb els territoris de La Grita, Lobatera, San Antonio i San Cristóbal.
- El 1863 adquireix la categoria d'Estat, fet ratificat el 1864 quan va passar a formar part, com un estat independent, dels Estats Units de Veneçuela.
- Entre el 1867 i el 1868 va formar part de l'Estat de Zulia.
- El 1881, quan el país es va dividir en 9 Estats, va integrar, plegat amb Guzmán ([Mérida]) i Trujillo, el "Gran Estado de Los Andes".
- El 1899 es dissol l'Estado Los Andes i Táchira va recuperar la seva categoria d'Estat independent que manté avui.